# Верхвели
Верхвели (груз. ვერხველი) — село в Грузии, на территории Тианетского муниципалитета края (мхаре) Мцхета-Мтианети.

## География
Село находится в центральной части Грузии, на левом берегу реки Кусно (бассейн Иори), на расстоянии приблизительно 7 километров (по прямой) к северо-западу от посёлка городского типа Тианети, административного центра муниципалитета. Абсолютная высота — 1322 метра над уровнем моря.

## Население
По результатам официальной переписи населения 2014 года в Верхвели проживало 19 человек (11 мужчин и 8 женщин). В национальной структуре населения грузины составляли 100 %.
| Год  | Население, человек |
| ---- | ------------------ |
| 2002 | 44                 |
| 2014 | ↘ 19               |